# Euryentmema
Euryentmema is een geslacht van weekdieren uit de klasse van de Gastropoda (slakken).

## Soort
- Euryentmema australiana Shuto, 1983